# Luc De Keersmaecker

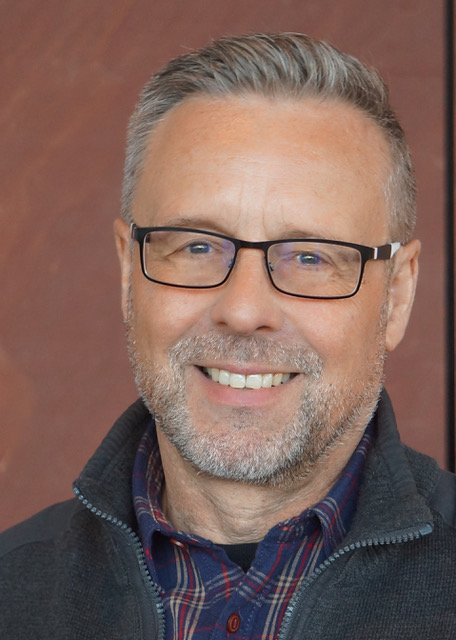
Foto: Vera Van Dijck

Luc De Keersmaecker is een Belgische schrijver en regisseur. Hij woont in Berchem en werkte als leraar Italiaanse taal en cultuur aan het LBC Mortsel.

## Biografie
Luc De Keersmaecker studeerde Franse en Italiaanse literatuur en film aan de afdeling Romaanse talen van de Universiteit Antwerpen.
Vanaf jaren 90 tot 2010 publiceerde hij verschillende reisartikels, kortverhalen en concert-, film- en boekrecensies voor diverse tijdschriften (Outside/ G-Magazine/ Uitkomst).
Hij genoot een opleiding theater en woord aan de Academie te Borgerhout (1985-1990) en ging aan de slag als acteur en regisseur bij Teatertentog Antwerpen (1985-1994). Hij verzorgde onder meer de regie van “Van Horizon tot horizon” een poëzie- en muziekproductie in het Wereldculturencentrum/CC Deurne (1995). Hij was ook medewerker bij Bronks in Brussel (1999-2000).
In 2004 debuteerde hij bij Uitgeverij Houtekiet met de roman “Oesters of merguez”, die hij publiceerde onder het pseudoniem Omar B. Sindsdien verschenen nog twee romans, een biografie en een reisverhaal onder zijn eigen naam.
Sinds 2020 is hij één van de presentatoren van het programma "Boekenpraat" op Radio Centraal.

## Publicaties

### Romans
- "Oesters of merguez", onder pseudoniem Omar B, Uitg. Houtekiet, 2004
- "Wolfsvrouw, als instinct ontwaakt", Uitgeverij Vrijdag, 2011
- "De dag van de Diamantprinses", Uitgeverij C. de Vries Brouwers, 2019

### Biografie
- "Dansen in het luchtledige. Leven met hiv", co-auteur Patrick Reyntiens, Uitg. Vrijdag, 2015

### Reisverhaal
- "De Tour de France van Nelson", Uitgeverij Boekscout, 2021

- Gemeinsame Normdatei: 101708985X
- International Standard Name Identifier: 0000 0003 9582 6026
- Nederlandse Thesaurus van Auteursnamen: 338138870
- Virtual International Authority File: 290638810
- WorldCat: E39PBJrGwfm3wkXxjbRwHK3RKd